# Gonniganoor, Sindhnur
Gonniganoor là một làng thuộc tehsil Sindhnur, huyện Raichur, bang Karnataka, Ấn Độ.